# Mesarthropterus wasmanni
Mesarthropterus wasmanni – gatunek chrząszcza z podrodziny Paussinae, rodziny biegaczowatych, jedyny przedstawiciel rodzaju Mesarthropterus. Występuje w Afryce tropikalnej. Chrząszcze te są myrmekofilami, znajdywanymi w koloniach mrówek Lepisiota sp.